# Разумовская, Вера Харитоновна
Вера Харитоновна Разумовская (22 сентября 1904, Елисаветград — 17 июня 1967, Ленинград) — советская пианистка, профессор Ленинградской консерватории.

## Биография
C 1914 занималась на фортепиано у Генриха Густавовича Нейгауза в Елисаветграде.
В 1919 году Разумовская окончила женскую гимназию в Елисаветграде.
В 1921 году переехала в Киев, и поступила в Киевскую консерваторию (класс Генриха Нейгауза), закончив её за один год. Выпускной экзамен прошел блестяще, в 18 лет Разумовская получила диплом свободного художника. С 1923 по 1925 год проработала в Киевской консерватории в качестве преподавателя специального фортепиано. Тогда же познакомилась со своим будущим мужем пианистом (выдающимся исполнителем Скрябина) Абрамом Давидовичем Логовинским.
В 1925 году Вера Харитоновна переехала в Москву, вела активную общественную и концертную деятельность, выступала с концертами-лекциями.
В 1926 году поступила в Ленинградскую консерваторию к Леониду Владимировичу Николаеву. В 1933 году окончила также и аспирантуру консерватории. Сразу после окончания стала её преподавателем. В 1933 году получила звание доцента, в 1946-м — профессора.
В 1932 году была послана в Варшаву на Второй международный конкурс Шопена как одна из лучших пианисток Советского Союза.
В 1933 году Вера Харитоновна принимала участие во Всесоюзном конкурсе. Играла с большим успехом, получила вторую премию (Эмиль Гилельс занял тогда первое место). С этого времени имя Разумовской стало известным среди широкой публики. С 1938 года и до конца концертной деятельности Разумовская являлась солисткой Ленинградской филармонии.
Три военных года Вера Харитоновна провела в Ташкенте, куда эвакуировали Ленинградскую консерваторию. По возвращении из эвакуации Разумовская давала концерты в Ленинградской филармонии, ездила с концертами в Москву.
Умерла Вера Харитоновна в 17 июня 1967 года после тяжелой продолжительной болезни.

## Исполнительская деятельность
Вера Харитоновна — музыкант высочайшей культуры, крупный интерпретатор романтической музыки. Одной из отличительных особенностей Разумовской является исключительное владение искусством звука.
Основу репертуара Веры Харитоновны составляют произведения Шопена, много играла Сонаты Бетховена, Метнера, произведения Шумана, Брамса.
Об исполнительском наследии Веры Разумовской можно судить по немногочисленным записям пианистки (большей частью — записи концертов в Малом Зале Филармонии).

### Творческое признание
В 1938 году Д. Шостакович писал о творческом облике пианистки: «Ее игра произвела чрезвычайно сильное впечатление. Разумовской присущи высокая музыкальность, необычайной красоты звук, значительный диапазон владения инструментом — от тончайшего piano до звучного и выразительного forte, великолепная техника. Весь этот богатый арсенал Разумовской служит у неё самой почетной цели исполнителя, а именно глубокому проникновению в замысел композитора и доведению его до слушателя… Игра Разумовской — именно творчество» .
Берта Михайловна Рейнгбальд в письме к Нейгаузу писала: «Я расцениваю вчерашнее выступление Разумовской как настоящее счастье, и до сих пор живу им, никогда не забуду! Спасибо!»
Регина Горовиц — сестра Владимира Горовица: «Со времен моего брата я такой игры не слышала».
Гольденвейзер на всесоюзном конкурсе 1932 года в разговоре с Нейгаузом замечает: «Гарри, я слышу запах полевых цветов. Она кудесница и волшебница».

## Педагогическая деятельность
После войны свои творческие устремления пианистка направляет на педагогическую деятельность (более 30 лет преподавала в Ленинградской консерватории)
Среди учеников Веры Харитоновны нет заметных лауреатов, но есть целый ряд музыкантов — педагогов: Лина Михайловна Бершадская, Евсей Зак, Марина Вениаминовна Вольф, Михаил Лебедь, Юрий Растопчин, Марина Вениаминовна Смирнова, Мария Гамбарян.